# Rustam Kasimdžanov
Rustam Kasimdžanov (uzbeško Rustam Qosimjonov, rusko Рустам Машрукович Касымджанов), uzbekistanski šahovski velemojster, * 5. december 1979.
Kasimdžanov je aktualni svetovni šahovski prvak FIDE. Leta 2004 je na svetovnem prvenstvu nepričakovano prišel v finale, kjer je premagal Michaela Adamsa. Aprila 2005 je bil z ratingom 2670 na  seznamu FIDE na 33. mestu.
Kasimdžanov je udeleženec Svetovnega šahovskega prvenstva 2005.